# Geografia Eswatini

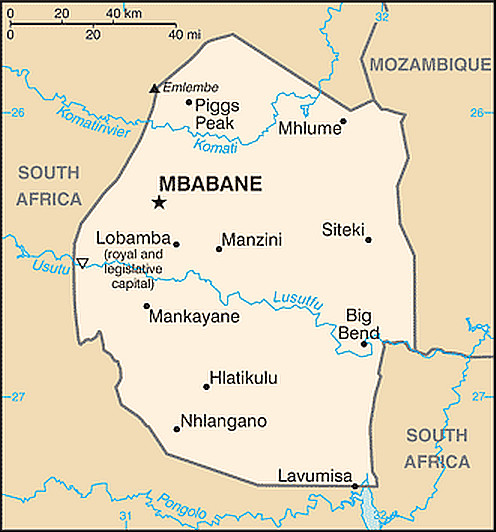
Mapa Eswatini

Eswatini jest jednym z najmniejszych państw kontynentu afrykańskiego, które znajduje się we wschodniej części Afryki Południowej. Obszar dzisiejszego Eswatini był pierwotnie zamieszkiwany przez Buszmenów, zaś w czasach kolonialnych znajdował się pod panowaniem Wielkiej Brytanii. Kraj uzyskał niepodległość w 1968 roku. Choć obecnie podstawą gospodarki jest rolnictwo, to Eswatini należy do wąskiej grupy krajów Afryki, które są dosyć dobrze rozwinięte. Ponadto kraj należy do regionu stabilnych politycznie i niedotkniętych wojnami domowymi jak Sudan czy Somalia.
Stolicą Eswatini jest Mbabane.

## Powierzchnia i granice
Powierzchnia – 17 363 km²
Skrajne punkty – północny 25°42′S, południowy 27°28′S, zachodni 30°47′E, wschodni 32°07′E. Kraj o owalnym kształcie jest długi na 170 km i szeroki na 130 km.

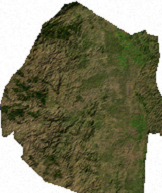
Satelitarna mapa Eswatini

Eswatini graniczy z następującymi państwami:
- Mozambik – 105 km
- Południowa Afryka – 430 km

Eswatini jest krajem śródlądowym, leżącym około 80 km od wybrzeży Oceanu Indyjskiego.

## Budowa geologiczna i rzeźba
Eswatini jest w przeważającej części krajem wyżynnym i górzystym, ze średnią wysokością 500 m n.p.m. Obszar gór, porozcinany głębokimi dolinami, opadającymi w postaci progów w kierunku wschodnim. Teren opadając przechodzi w formację wyżynną, a potem w obszar nizinny, który ma postać pofalowanej równiny. Dalej na wschód krajobraz ponownie się wznosi, tworząc falisty płaskowyż Lubombo.
Eswatini znajduje się na obszarze formacji geologicznej, zwanej Wielką Krawędzią. Zachodnia część kraju jest górzysta, tworzy ją pasmo Gór Smoczych o wysokości od 1200 do 1500 m n.p.m. Najwyższy szczyt kraju – góra Emlembe wznosi się na 1862 m n.p.m. Obszar gór jak wyżej wspomniano opada progami, tworząc schodzące w dół formacje geologiczne o południkowym układzie. Obszar niżej położony zwany jest Średnim Weldem, jego wysokość wynosi od 400 do 800 m n.p.m. Dalej na wschód obszar Eswatini stanowi region Niskiego Weldu o wysokości od 150 do 300 m n.p.m. Na wschodzie wznosi się wspomniany wcześniej płaskowyż Lubombo. Na jego obszarze znajdują się niewielkie góry o tej samej nazwie o maksymalnej wysokości 810 m n.p.m.

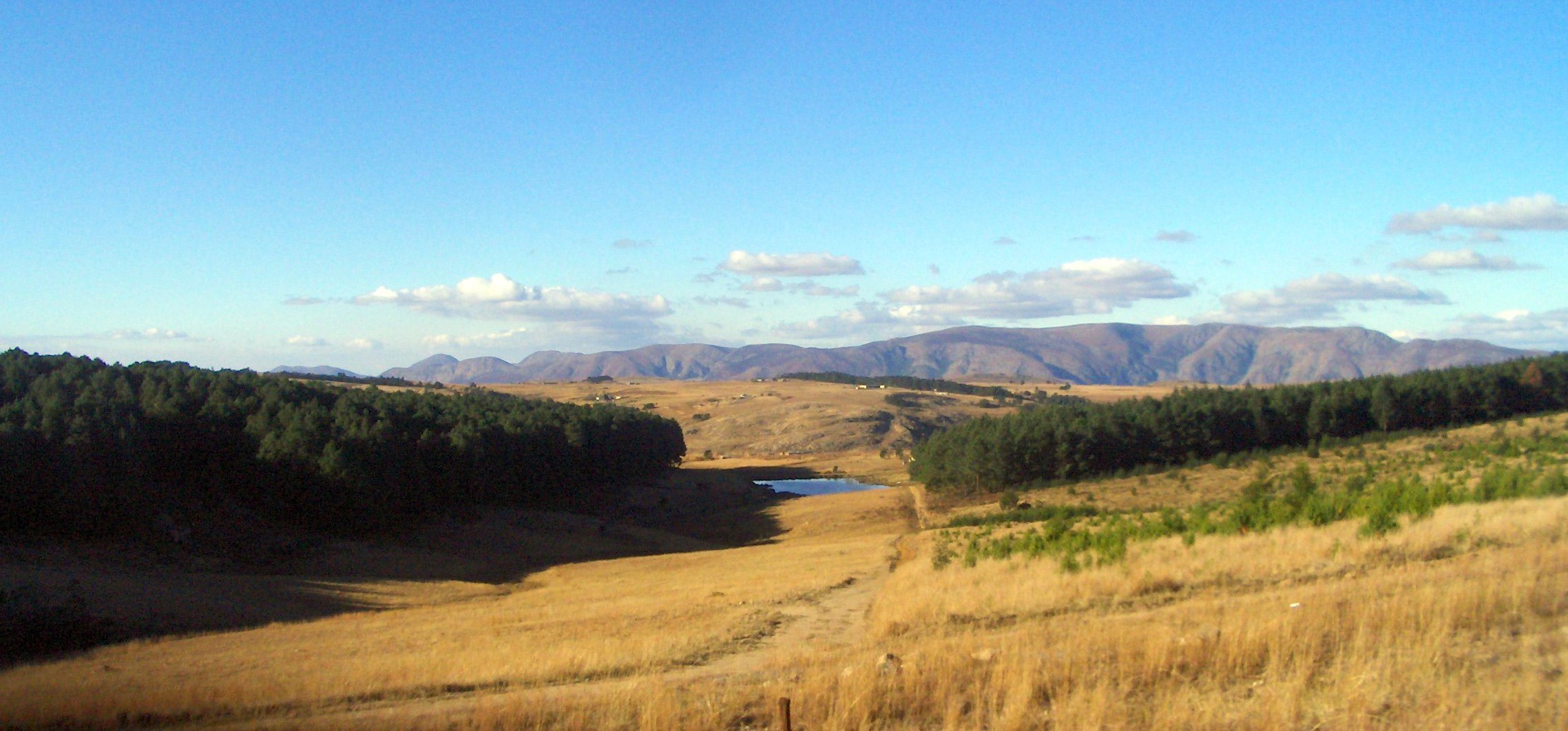
Krajobraz Eswatini

Każda z tych wyżej opisanych krain ma odmienną budowę geologiczną. Wyżyna Weldów zbudowana jest z prekambryjskich granitów i gnejsów, przy czym Niski Weld tworzą głównie piaskowce, zaś Lubombo zbudowane jest głównie bazaltów.

## Klimat
Klimat z racji położenia określany jest jako zwrotnikowy, z wilgotną odmianą, gdzie rzeźba terenu ma istotny wpływ na pogodę w Eswatini.
Kraj jest stosunkowo chłodny, obszary Niskiego Weldu cechują się średnimi dobowymi temperaturami około 25 °C w styczniu i 20 °C w lipcu. Im dalej na zachód, tym jest chłodniej. Wraz ze wzrostem wysokości spada temperatura. Obszary Wysokiego Weldu są chłodne, w styczniu średnie wartości przyjmują zaledwie 15 °C, a w lipcu zaś 12 °C. Na terenach najwyżej położonych występują przymrozki, a nawet opady śniegu.
Eswatini jest krajem dosyć wilgotnym, gdzie przyczyną są góry i wyżyny. Na terenach najwyżej położonych rocznie spada około 1700 mm deszczu. Na terenie Niskiego Weldu jest bardziej sucho, rocznie spada około 500 mm. deszczu. Jest to ilość bardzo duża jeśli weźmie się pod uwagę te same szerokości geograficzne, ale leżące na półkuli północnej. Co kilka lat na terenach nisko położonych zdarzają się susze. Na terenach Średniego Weldu i Lubombo, roczne wartości opadowe wynoszą 800 – 1000 mm.
Cechą klimatu jest przede wszystkim dość łagodny przebieg roczny temperatur. Poza tym faktem w kraju występują dwie pory, sucha (maj-październik) i deszczowa (listopad-kwiecień). W związku ze stosunkowo niewielką odległością od oceanu, nad wschodnie regiony Eswatini docierają cyklony tropikalne, które raz na kilka lat pustoszą wschodnie regiony kraju. Ostatni niszczycielski cyklon Domoina wyrządził w roku 1984 ogromne straty.

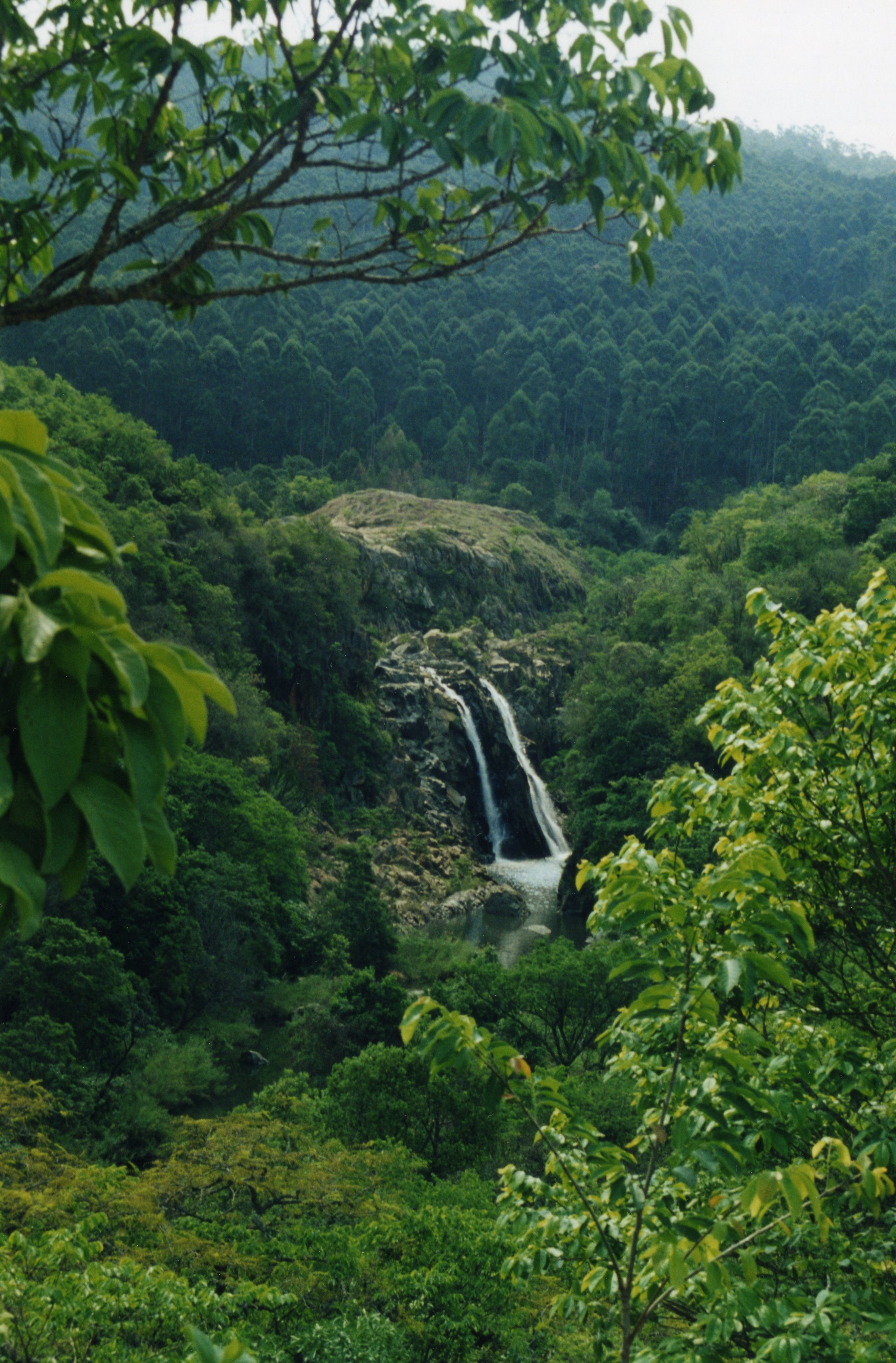
Las wtórny we wschodnim Eswatini

## Wody
Sieć rzeczna kraju dzięki obszarom górskim na zachodzie jest dość gęsta. Ze zboczy Wielkiej Krawędzi spływają liczne rzeki, charakteryzujące się dużymi spadkami i występowaniem wodospadów. Inną cechą tych rzek są wyraźne sezonowe wahania przepływów.
Największą rzeką kraju jest Lusutfu, której źródła znajdują się na terenie RPA. Do innych głównych rzek należą Komati i Mbuluzi. Eswatini należy do zlewiska Oceanu Indyjskiego. Wszystkie rzeki w kraju są stałe, a ich wody wykorzystywane są do nawadniania pól, szczególnie na obszarze Niskiego Weldu.

## Gleby
Gleby w Eswatini są dość urodzajne. Obszary górskie co prawda cechują się mało urodzajnymi glebami czerwonożółtymi zwanymi ferrasolami i czerwonymi luwisolami, to jednak tereny nizinne posiadają zasobne warstwy glebowe. Na terenie Niskiego Weldu dominują planosole i brunatne kambisole. W dolinach rzek występują aluwialne fluwisole.

## Flora
Szata roślinna kraju jest uboga, ponieważ została znacznie przeobrażona przez działalność człowieka. Pierwotnie wiele obszarów górskich i wyżynnych było porośniętych lasami. Obecnie lasy zajmują jedynie 6% powierzchni kraju. W wielu miejscach jest to las wtórny składający się głównie z szybko rosnących eukaliptusów i palm. Lasy rosną głównie na wschodzie kraju, na Wysokim Weldzie lasów jest niewiele.
W kraju dominuje sawanna i inne trawiaste formacje, rosnące przeważnie w górach i na terenach wyżynnych. Sawanny rosną przeważnie na Niskim Weldzie, gdzie w jego wschodniej części są to suche formacje. W skład sawann wchodzą głównie akacje i baobaby. Nad rzekami rosną lasy galeriowe.

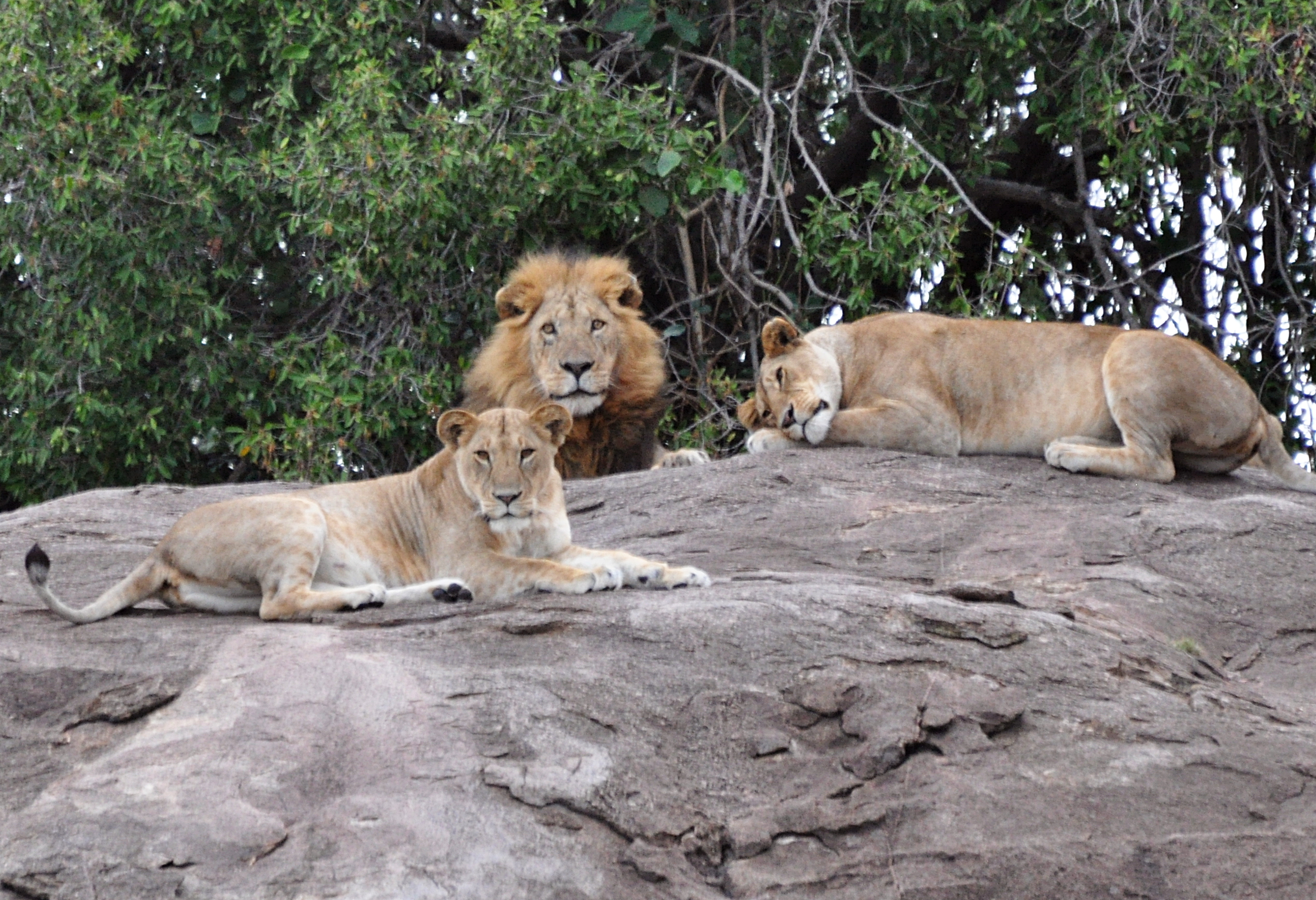
Lwy

## Fauna
Świat zwierząt jest mocno zubożony z powodu działalności rolniczej człowieka i stosunkowo wysokiego poziomu rozwoju kraju.
Na terenie Eswatini występują charakterystyczne dla wschodnioafrykańskich sawann gatunki, takie jak zebry, antylopy i żyjące nad rzekami hipopotamy. Z drapieżników występują głównie lwy i hieny W wielu regionach nisko położonych dominującymi gatunkami zwierząt jest bydło wypasane przez człowieka na znacznych obszarach. Utrapieniem mieszkańców Eswatini jest mucha tse-tse, która utrudnia wypas bydła. Muchy te roznoszą bakterie wywołujące śpiączkę afrykańską.
Obszary chronione zajmują niewielki procent kraju, bo tylko 50 tysięcy hektarów. Największym rezerwatem jest Hlane, a poza nim utworzony w 1964 roku rezerwat Mlilwane, który był pierwszym obszarem chroniącym przyrodę Eswatini.